# Valfleury
Valfleury è un comune francese di 656 abitanti situato nel dipartimento della Loira della regione dell'Alvernia-Rodano-Alpi.

## Storia
Secondo la tradizione, il nome "Valfleury" (letteralmente "valle fiorita") è legato al ritrovamento da parte di un gruppo di pastori della statua di una Madonna Nera vicino a una pianta di ginestra, incredibilmente fiorita il giorno della vigilia di Natale.
Il santuario di Notre-Dame de Valfleury, retto dai benedettini di La Chaise-Dieu, fu un'importante meta di pellegrinaggio durante il medioevo. Nel 1687 il santuario fu affidato ai lazzaristi, che lo ricostruirono e riconsacrarono nel 1866.
Antoine-Hippolyte Nicolle, fondatore della congregazione delle Suore di Cristo al Getsemani, ne fece un centro per la promozione della devozione all'agonia di Cristo e vi fondò la confraternita della Santa Agonia di Nostro Signore Gesù Cristo.

## Società

### Evoluzione demografica
Abitanti censiti